# Gramilach
Gramilach je naselje v Občini Glanegg v Okraju Trg na Koroškem v Avstriji.